# Ministero delle poste (Giappone)
Il Ministero delle Poste (郵政省, Yūsei-shō, tradotto in inglese come Ministry of Posts and Telecommunications, MPT) è stato fino al 2001 un ministero del governo giapponese. 

## Storia
Il ministero delle poste fu istituito nel 1949 come successore del Teishin-shō (逓信省, „Ministero delle Comunicazioni“), a sua volta fondato nel 1885 per occuparsi delle poste, del sistema telegrafico e dei fari (in alcuni periodi anche delle ferrovie). Dal  1943 al 1945 fu una ripartizione del Ministero dei Trasporti e delle Comunicazioni (運輸通信省, Un’yu-Tsūshin-shō). 
Nel 1949, durante l'occupazione americana del Giappone, il generale Douglas MacArthur scisse il ministero delle Poste e Telecomunicazioni in due dicasteri, quello delle Poste e quello delle Telecomunicazioni (電気通信省, Denkitsūshin-shō).
Alla fine dell'occupazione americana, nel 1952, il ministero delle telecomunicazioni fu abolito e venne costituita al suo posto
la Nippon Telegraph and Telephone.
Nel 1968 vennero introdotti i codici postali. Contemporaneamente entrò in uso una macchina che li leggeva automaticamente: fu la prima nel mondo.
In seguito alla ristrutturazione del governo centrale avvenuta nel 2001 il Ministero delle poste è confluito nel Ministero degli affari interni e delle comunicazioni, il Sōmu-shō.

## Compiti
Il ministero gestiva direttamente il servizio postale del Giappone. Questo significava che dal ministero dipendevano anche servizi finanziari su ampia scala: il servizio di pagamenti mediante vaglia postale, l'importante sistema del risparmio postale (Yūcho Ginkō), nonché quello delle assicurazioni sulla vita.
Il ministero aveva poi compiti di sorveglianza sulla Nippon Telegraph and Telephone e sulla International Telegram and Telephone Company (Kokusai Denshin Denwa, KDD): la prima gestiva la rete telegrafica e telefonica interna, la seconda i collegamenti internazionali della stessa rete.
Il ministero era uno dei maggiori datori di lavoro del Giappone, con 24.000 dipendenti nel 1991.